# Kolaps (medicina)
Kolaps, slom ili pad  je iznenadan i najčešće nenajavljeni gubitak posturalnog tonusa (osećaj slabosti ili hipotonija), koji je često, ali ne i nužno praćen gubitkom svesti.
U psihijatriji kolaps predstavlja slom motivacije i psihološke organizacije ponašanja jedne ličnosti.  Takođe u širem (nemedicinskom) smislu kolaps predstavlja i raspad sistema i društvenih funkcija.
Ako je epizoda kolapsa praćena i gubitkom svesti, umesto izraza kolapsa koristi se izraz sinkopa. Kolaps, nastaje kao posledica naglog nastupa patoloških promena u funkcijama organizma. Kliničku sliku kolapsa karakteriše slab i brzi puls, pad krvnog pritiska, brzo, plitko (površno) disanje, znojenje u predelu udova, opšta slabost i malaksalost.
Glavni uzroci kolapsa su srčana slabost (npr. zbog nepravilnog rada srca, nizak krvni pritisak...), intoksikacija ili teška trovanja i psihološki poremećaji, koji imaju za posledicu manji protok krvi kroz mozak. Kako funkcija ćelija mozga zavisi od adekvatnog protoka krvi (koja ga snabdeva kiseonikom i hranjivim materijama), u uslovima kada je cirkulacija krvi smanjena ili prekinuta mozak brzo reaguje kolapsnim stanjem, koje može preći i u besvesno stanje ili sinkopu.
Većina kolapsnih stanja ne izaziva nikakva oštećenja u organizmu, a oporavak pacijenta je brz i bez posledica. Međutim, kolaps može ukazati i na ozbiljne zdravstvene probleme. Ako se kolaps dogodi za vreme sedenja, ležanja, ili prethodi psihogeni napad, bol u grudima, lupanje srca, otežano disanje, iznenadna i jaka glavobolja.., tada se najverovatnije radi o akutnom stanju koje zahteva  hitnu medicinsku intervenciju.

## Etiopatogeneza
Kolaps spada u teži oblik akutne vaskularne insuficijencije. U tom stanju, poremećaj vaskularnog tonusa je toliko izražen da u organizmu nastaje nagli pad krvnog pritiska (hipotenzija) i slabljenje srčane aktivnosti.
Kolaps često nastaje kao komplikacija bolesti koje su povezane sa jakim bolom, trovanjem i teškim toksičnim infekcije (tifus, kolere, upala pluća, hranom prenosive bolesti, akutni pankreatitis, peritonitis). Kolaps moze nastati u teškom hipovolemijskom šoku (zbog masivnog gubitka krvi) ili tokom anestezije. Vrlo jak nadražajni bol može dovesti do kolapsa, kao što je npr. jak udarac tupim predmetom u solarni pleksus ili prepone.
Prema najnovijim istraživanjima, kolaps može nastati kao posledica 105 različitih poremećaja u organizmu čoveka, od kojih su neki od najznačajnijih i najčešćih navedeni u ovoj tabeli:
| Uslovi                      | Uzroci |
| --------------------------- | --- |
| Najčešći uzroci             | Nesvestica i vrtoglavica • Sinkopa • Dehidracija • Šok • Jak nadražajni bol • Teška infekcija • Groznica • Sepsa                                                                                           |
| Poremećaji plućnih funkcija | Plućne embolije • Pneumotoraks • Kolaps pluća |
| Metabolički poremećaji      | Dijabetesna ketoacidoza • Adisonova bolest • Adisonova krize • Hipoglikemija |
| Poremećaji u trbuhu         | Gastroenteritis • Peptički ulkus (čir) • Zapaljenjske bolesti creva • Kronova bolest • Ulcerozni kolitis • Pankreatitis • Bolesti žučne kese • Vanmaternična trudnoća • Opstrukcija creva • Ishemija creva |
| Trovanja                    | Opijatima • Alkoholom • Lekovima • Duvanom |
| Srčano sudovni poremećaji   | Infarkt srca • Srčane aritmije • Srčani zastoj • Tamponada srca • Infarkt mozga • Tranzitorni ishemijskih napad • Subarahnoidalna krvarenja • Adam-Štokov sindrom                                          |

## Klinička slika
Pacijenti u kolapsu su blede kože, koja je najčešće prekrivena hladnim znojem. Očuvanost svesti je ponekad prikrivena. Disanje je učestalo, plitko. Puls, je oslabljen jedva pipljiv, krvni pritisak ispod 60 mmHg.

## Dijagnoza
Kod manjeg broja osoba sa kolapsom do dijagnoze se dolazi samo na osnovu istorije bolesti, fizikalnog pregleda i elektrokaradiografskog ispitivanja (npr kod vazovagalni kolaps, ortostatska hipotenzija, kolapsa izazvanog lekovima, situaciona sinkopa itd.).
Kod većine bolesnika se do definitivne dijagnoze uzroka kolapsa dolazi tek nakon dodatnih dijagnostičkih ispitivanja. Ukoliko se dijagnoza ne postavi ni nakon dodatnih testova, radi se o nepoznatom uzroku kolapsa, odnosno o nedefinisanom kolapsu.
Kod osoba sa nepoznatim uzrokom kolapsa najvažnije je diferencijalnodijagnostički utvrditi da li postoji srčano oboljenje praćeno patološkim promenama na EKG-u. Kod bolesnika bez strukturnog srčanog oboljenja i sa normalnim EKG-om, treba posumnjati na poremećaje srčanog ritma (npr bradiaritmiju) ili psihijatrijske uzroke prividnog tranzitornog gubitka svesti.
Produženo praćenje i kontinuirani srčanosudovni monitoring bolesnika, u cilju postavljanja prave dijagnoze, neophodno je kod bolesnika sa čestom pojavom kolapsa nepoznatog uzroka čiji simptomi upućuju na aritmogeni uzrok kolapsa.

## Terapija

### Prva pomoć
Ako se odmah ne pristupi lečenju pacijent može umreti. Prva pomoć kod kolapsa usmerena je na;
- Uklanjanje uzroka koji su doveli do njegove pojave.[6]
- Borbe protiv kardiovaskularnog i srčanog zastoja.[7]

Kako bi se povećao protoka krvi do mozga, u okviru prve pomoći, pacijentu treba podignuti udove čime se povećava dotok krvi u gornje partije tela, pre svega mozak i srce.

### Terapija lekovima
Lečenje uključuje rešavanje osnovne bolesti koja je uzrokovala kolaps. U nekim slučajevima, kao što su pacijenti sa srčanim problemima, mogu biti potrebni lekovi kao što su beta-blokatori ili tretmani za ispravljanje povreda srčanih zalistaka. 
U slučajevima anksioznosti ili panike, benzodiazepin se može primeniti da bi se smanjili simptomi anksioznosti. 
U situacijama vezanim za defekaciju mogu biti neophodni lekovi za opstipaciju, dok se u slučajevima vezanim za mokrenje preporučuje  pacijent mokri sedeći. 

### Ostala terapija
Ako je kolaps povezan sa promenama nivoa glukoze u krvi, važno je održavati adekvatan nivo šećera u krvi trebalo bi piti dovoljno tečnosti, naročito u vrućim sredinama.

## Napomene
1. ↑  Snižen postularni tonus, tj. „hipotonija“ definiše se kao oslabljen otpor na pasivne pokrete.
2. ↑  Posturalni tonus je trajna zategnutosti tetiva i njima pripadajućih mišića koja se karakteriše protrahovanom kontrakcijom zahvaćenih mišića.[1] Gravitacija je najčešći stimulus za posturalni tonus,[а]

## Spoljašnje veze
|  | Molimo Vas, obratite pažnju na važno upozorenje u vezi sa temama iz oblasti medicine (zdravlja). |